# Charles Borgeaud
Charles Borgeaud (Le Sentier, 15 agosto 1861 – Onex, 6 ottobre 1940) è stato un giurista e storico svizzero.

## Biografia
Charles Borgeaud nacque nel 1861 a Le Sentier, nella valle di Joux, in una famiglia nobiliare di Pully. Nel 1878 si iscrisse all'Università di Ginevra, per poi proseguire i suoi studi all'Università di Jena, dove conseguì la laurea in filosofia. Tornò a Ginevra per scrivere la tesi di diritto, incentrata sui sistemi elettorali nell'antichità classica. Nei successivi dieci anni lavorò a Parigi e a Londra, dove portò avanti i suoi studi sulla storia del diritto costituzionale e sviluppò la teoria secondo la quale le democrazie moderne sono emerse grazie alle riforme e alle politiche religiose del XVI secolo.
Nel 1896 l'Università di Ginevra gli offrì la cattedra di Storia delle Politiche Istituzionali Svizzere. In questo periodo iniziò anche a scrivere la storia dell'Università di Ginevra: i quattro volumi dell'opera sarebbero stati portati a termine nel 1934 e il primo di essi gli valse la candidatura al Premio Nobel per la letteratura nel 1901. Il 24 ottobre 1924 ricevette una laurea honoris causa dall'Università di Ginevra per la sua opera storiografica.